# Chiesa dei Santi Vito, Modesto e Crescenzia (Andrazza)
La chiesa dei Santi Vito, Modesto e Crescenzia si trova ad Andrazza (UD) ed è filiale della parrocchiale di Forni di Sopra.

## Storia
Si sa che, nel 1626, gli abitanti di Andrazza chiesero di poter costruire una chiesa nel loro borgo. La richiesta venne accolta e l'edificio fu costruito e consacrato nel 1637.
Nel 1742 un incendio distrusse in maniera pressoché totale la chiesetta, che venne prontamente riedificata. 
Nel 1923 la campana della chiesa, rubata il 4 maggio 1918 dall'esercito austro-ungarico per fonderla e ricavarne materiale bellico, fu ricollocata nel piccolo campaniletto a vela. 
Nel 1953 vennero poste all'interno della chiesetta le statue raffiguranti la Beata Vergine Immacolata e il Sacro Cuore di Gesù, che erano state acquistate dalla parrocchia nel 1924. 
Nel 1985 la chiesetta fu interamente ristrutturata, dato che aveva subito dei danni durante il Terremoto del Friuli del 1976.
Un ulteriore restauro ha interessato l'edificio nel 2001.